# Heartbeat City (песня)
Heartbeat City (с англ. — «Город Серцебиения») — девятнадцатый в общем и шестой с альбома Heartbeat City сингл американской рок-группы The Cars, вышедший 1 февраля 1985 года на лейбле Elektra Records.

## О песне
В оригинальных американских изданиях пластинки и кассетных версий название "Heartbeat City" было указано как "Jacki".
"Heartbeat City" была одной из четырёх песен, исполненных The Cars во время их выступления на Live Aid в 1985 году, наряду с "You Might Think", "Drive" и "Just What I Needed".

## Выпуск
"Heartbeat City" был выпущен на международном уровне в качестве шестого и последнего сингла с альбома Heartbeat City, где он сопровождался песней "Why Can’t I Have You". Песня заняла 78-е место в чартах Соединённого Королевства и 75-е место в Австралии. До выхода сингла "Heartbeat City" появилась в качестве би-сайда к "You Might Think" в Соединённых Штатах и "Why Can’t I Have You" в Соединённом Королевстве.

## Приём
"Heartbeat City" был описан ретроспективно как "эфирный" и как "изюминка" Heartbeat City критиком AllMusic Грегом Прато/ Дональд А. Гуариско, также из AllMusic, охарактеризовал трек как "запоминающуюся работу в духе "атмосферных настроений", гипнотической части новой волны, в которой импрессионистическая лирика смешивается с чарующим электронным звуковым ландшафтом". Он заключил: "Результат, вероятно, был слишком эзотеричным, чтобы стать хитом, но он получил некоторую известность в качестве би-сайда к "You Might Think" и стал подходящим художественным финалом для альбома Heartbeat City".

## Список композиций

### 7" Сингл
Слова и музыка всех песен — , а также вокал Рик Окасек.
| №  | Название                                         | Длительность |
| -- | ------------------------------------------------ | ------------ |
| 1. | «Heartbeat City» (с англ. — «Город Серцебиения») | 4:31         |

| №  | Название                                                    | Длительность |
| -- | ----------------------------------------------------------- | ------------ |
| 1. | «Why Can’t I Have You» (с англ. — «Почему Тебя у Меня Нет») | 4:04         |

### 12" Сингл
| №  | Название                                         | Длительность |
| -- | ------------------------------------------------ | ------------ |
| 1. | «Heartbeat City» (с англ. — «Город Серцебиения») | 4:31         |

| №  | Название                                                    | Длительность |
| -- | ----------------------------------------------------------- | ------------ |
| 1. | «Hello Again» (Remix)                                       | 5:54         |
| 2. | «Why Can’t I Have You» (с англ. — «Почему Тебя у Меня Нет») | 4:04         |

## Участники записи
- Рик Окасек — вокал, ритм-гитара
- Бен Орр — бас-гитара, бэк-вокал
- Эллиот Истон — соло-гитара, бэк-вокал
- Грег Хоукс — клавишные, бэк-вокал, Fairlight CMI программирование
- Дэвид Робинсон — ударные, Fairlight CMI программирование

## Чарты
| Чарт (1985)                     | Наивысшая позиция |
| ------------------------------- | ----------------- |
| Австралия (Kent Music Report)   | 75                |
| Великобритания (OCC UK Singles) | 78                |